# Auður Jónsdóttir
Auður Jónsdóttir escritora islandesa nacida en 1973. Es nieta de Halldór Laxness. Su carrera comenzó con un relato corto en 1997 y en 1998 su primera novela fue nominada al Premio de Literatura de Islandia igual que Fólkið í kjallaranum de 2004 que gana el tal premio en 2005. Su último libro Tryggðarpantur (Depósito) de 2006 fue nominado también.
Escribe también libros infantiles. Vive en Barcelona con su esposo.